# Miguel Presbítero
Miguel Presbítero (em grego medieval: Μιχαήλ πρεσβύτερος; romaniz.: Michaél Presbyteros), conhecido ainda como Miguel Mônaco (monge) e Miguel Hiereu (padre), foi copista e clérigo bizantino do século XI, ativo no tempo do imperador Basílio II (r. 976–1025). A ele é atribuído o Cod. Petropol. gr. 71, produzido em 1019/20, quiçá em Salerno.